# Alexandra Pintácsi
Alexandra Pintácsi, znana pod pseudonimem Szandi (ur. 7 lipca 1976 w Budapeszcie) – węgierska wokalistka.

## Życiorys
W 1988 Pintácsi zwyciężyła w ogłoszonym przez zespół Modern Hungária konkursie „Mini-tini” dla piosenkarek pop. W tym samym roku wystąpiła w dwóch operach rockowych – Nyomorultak oraz Bestiák. W latach 1989–1992 jej karierą zarządzał Miklós Fenyő. W listopadzie 1989 roku Hungaroton wydał jej pierwszy album, Kicsi lány. Płyta ta sprzedała się w 270 tysiącach egzemplarzy i przez co Pintácsi została najmłodszą w historii Węgier zdobywczynią platynowej płyty. Jej drugi album, Tinédzser l’amour, sprzedał się w 250 tysiącach egzemplarzy i zajął pierwsze miejsce na węgierskiej liście przebojów. W 1991 roku zagrała główną rolę w filmie Szerelmes szívek. W 1994 roku nawiązała współpracę z Csabą Bogdánem. W 1996 roku koncertowała w Kanadzie i Meksyku. Rok później pod pseudonimem Sandi nagrała pierwszy album anglojęzyczny, Dancing Flame. W maju 2000 roku z rąk prezydenta Árpáda Göncza otrzymała Srebrny Krzyż Zasługi Republiki Węgierskiej.
Zdobyła siedem złotych płyt, dwie platynowe i jedną podwójną platynową.

## Życie prywatne
W 1999 roku wyszła za Csabę Bogdána, z którym ma troje dzieci: Blankę (ur. 1999), Domonkosa (ur. 2002) oraz Csabiego.
Jej siostrą jest Viktória.

## Dyskografia
- Kicsi lány (1989)
- Tinédzser l’amour (1990)
- Szerelmes szívek (1991)
- I Love You Baby (1992)
- Szandi (1993)
- Aranyos (1993, kompilacja)
- Tizennyolc (1994)
- Szan-di-li (1995)
- Bumeráng Party (1996)
- Azok a szép napok (1998)
- Kedvenc dalaim (1999)
- Minden percem a szerelemé (2002)
- Egyszer az életben (2003)
- Tárd ki a szíved (2005)
- Best Of Szandi Remix 2006 (2006, kompilacja)
- Rabold el a szívemet (2009)
- Szandi 25 (2014)